# 몽골 인민공화국
몽골 인민공화국(몽골어: Бүгд Найрамдах Монгол Ард Улс 부드 나이람다흐 몽골 아르드 올)은 소비에트 사회주의 공화국 연방 다음으로 세워진 공산주의 국가였다. 1992년에 사회주의를 포기하고 자본주의를 도입하여 몽골국(몽골어: Монгол Улс 몽골 올스)으로 국호를 개칭하였다.

## 역사
몽골 인민공화국은 러시아 백군을 격퇴한 몽골 인민군 원수 허를러깅 처이발상에 의해 1924년 11월 26일에 건국되었다. 허를러깅 처이발상은 소련과 코민테른의 지원을 받아 스탈린주의 정책을 시행했으며, 독립국으로써 몽골 인민공화국의 위상을 높였다. 1924년 몽골 인민공화국 헌법 재정 이후 몽골의 모든 재산은 국유화되었으며, 소련의 원조를 받아 중세적인 유목 사회에서 벗어나 산업 사회가 되었다.
1937년부터 허를러깅 처이발상은 소련의 지도자 이오시프 스탈린과 함께 소련과 몽골 그리고 각국 공산당과 코민테른에서 반스탈린주의자들을 축출하는 이른바 대숙청을 실시했다. 태평양전쟁 시기 일본군이 몽골에 침투하자 허를러깅 처이발상은 소련 붉은 군대와 함께 일본군을 격퇴하였다. 종전 이후 몽골 인민공화국과 이오시프 스탈린이 이끄는 소련과의 유대관계는 더욱 깊어졌으며, 모든 분야에서 소련의 원조는 이전보다 더 증가하였다. 허를러깅 처이발상은 그가 사망할 때까지 강경한 스탈린주의 정책을 시행하여 몽골의 스탈린으로 불렸다.
제2차 세계대전 이후 몽골 인민공화국은 세계대전 승전국 자격으로 국제연합을 포함하여 국제사회에서 공식적으로 2번째로 건국된 사회주의 국가로 인정 받게 되었다. 소련과 함께 동유럽의 공산주의 혁명을 적극적으로 지원했으며, 동구권이라는 개념을 성립시켰다. 1947년과 1949년에는 각각 공산당-노동자당 정보기구와 경제상호원조회의 창립국이 되었다. 1949년 10월 1일 중국 혁명에서 몽골 인민공화국은 소련과 함께 중국 붉은 군대를 적극적으로 지원하며 중화인민공화국을 성립시켰으며, 1950년 한국전쟁에서는 조선민주주의인민공화국의 조선인민군을 지원하였다. 1952년 처이발상 사후 그를 이을 새로운 서기장을 선출하기 위해 몽골 인민혁명당은 집단지도체제를 시행하였다.
1956년 소련의 압력을 받아 스탈린주의를 비판, 수정주의가 도입되었고 온갖 반스탈린주의 정책들을 시행하며, 이오시프 스탈린과 허를러깅 처이발상의 유산에 대한 제거작업을 했다. 이 무렵 몽골은 계획경제를 폐지하고 시장사회주의를 도입하였으나, 시장사회주의 정책을 시행한 이후 몽골 인민공화국은 장기간의 침체에 빠졌다.
중소분쟁 과정에서 마오쩌둥을 비난하고 니키타 후르쇼프를 노골적으로 지지하였다가 중국의 반발을 사기도 했다. 1992년 몽골 인민공화국이 국호를 몽골국으로 변경하고 헌법 개정과 자본주의 체제를 도입하면서 몽골 인민공화국은 해체되었다.

## 역대 지도자 목록
| 대 | 이름              | 이미지 | 태어난 년도 - 사망한 년도 | 취임             | 퇴임             | 정당            |
| -- | ----------------- | ------ | ------------------------- | ---------------- | ---------------- | --------------- |
| 1  | 나반도르진 자담바 |        | 1862–1927                 | 1924년 11월 26일 | 1927년 11월 19일 | 몽골 인민혁명당 |
| 2  | 무트크차한        |        | 1865–1950                 | 1927년 11월 19일 | 1945년 2월 12일  | 몽골 인민혁명당 |
| 3  | 허를러깅 처이발상 |        | 1895-1952                 | 1945년 2월 12일  | 1952년 2월 8일   | 몽골 인민혁명당 |
| 4  | 파테도칸딩        |        | 1876-1962                 | 1952년 2월 8일   | 1962년 5월 26일  | 몽골 인민혁명당 |
| 5  | 울란바타르        |        | 1880-1978                 | 1962년 5월 26일  | 1969년 4월 14일  | 몽골 인민혁명당 |
| 6  | 고르페초          |        | 1896-1970                 | 1969년 4월 14일  | 1970년 6월 27일  | 몽골 인민혁명당 |
| 7  | 보타소믕흐        |        | 1901-1983                 | 1970년 6월 27일  | 1983년 2월 19일  | 몽골 인민혁명당 |
| 8  | 가모텐첸르        |        | 1905-1996                 | 1983년 2월 19일  | 1992년 2월 12일  | 몽골 인민혁명당 |

## 같이 보기
- 사회주의 국가 목록
- 몽골의 정치
- 몽강연합자치정부
- 투바 인민공화국